# دین لنوکس کلی
دین لنوکس کلی (انگلیسی: Dean Lennox Kelly؛ زادهٔ ۳۰ نوامبر ۱۹۷۵) بازیگر و صداپیشه اهل بریتانیا است. وی از سال ۱۹۹۷ میلادی تاکنون مشغول فعالیت بوده است.
از فیلم‌ها یا برنامه‌های تلویزیونی که وی در آن نقش داشته است، می‌توان به کلاهبرداری واقعی (راوی داستان)، شاهد خاموش، سایه و استخوان، بی‌شرم، اوج مخملی، مایک باست: مدیر تیم ملی انگلستان، دکتر هو، مرکز پزشکی، رابین هود، انسان بودن، زندگی پنهان کلمات، نگهبان مرگ، مرگ در بهشت و اچ۳ اشاره کرد.